# Jorge Sebá
Jorge González Sebá (Jorge) Sebá (1959/1960 -  Rio de Janeiro, 25 maart 2020) was een Braziliaans diplomaat. Hij was honorair-consul voor Suriname in Brazilië.

## Biografie
Sebá was kapitein in het leger en honorair consul voor Suriname in Brazilië. Hij was een uit enkele tientallen honorair consuls voor Suriname van wie circa 85 procent een andere nationaliteit heeft.
Sebá was suikerziektepatiënt en werd tijdens de coronapandemie vanwege kortademigheid en koorts op 21 maart opgenomen in het ziekenhuis Rio Mar in Barra da Tijuca, een woonwijk in Rio de Janeiro, In het ziekenhuis bleek de eerste test op de virusziekte Covid-19 positief. Volgens audio-opnames van Sebá waarover de Braziliaanse krant O Globo zou beschikken zou hij daarna aan zijn lot zijn overgelaten. Hij werd 48 uur in volledige isolatie gehouden en zou in zijn uitwerpselen en zonder verschoning van zijn urinefles aan zijn lot zijn overgelaten. Naar eigen zeggen uit angst van het personeel voor het virus.
Sebá overleed op 25 maart 2020. Hij werd zestig jaar. Hij liet een vrouw en drie kinderen achter. Fernando César Almeida, de advocaat van de familie, heeft aangekondigd verhaal te gaan halen bij het ziekenhuis en de politie van Rio de Janeiro is een onderzoek gestart.